# Büchlberg
Büchlberg település Németországban, azon belül Bajorországban. Lakosainak száma 4343 fő (2023. december 31.). Büchlberg Hutthurm, Salzweg, Thyrnau, Hauzenberg, Waldkirchen és Röhrnbach községekkel határos.

## Népesség
A település népessége az elmúlt években az alábbi módon változott:
| Lakosok száma | 1117 | 2156 | 2893 | 3331 | 4096 | 4113 | 4243 | 4227 | 4128 | 4343 |
|               | 1875 | 1950 | 1975 | 1987 | 2012 | 2014 | 2016 | 2017 | 2021 | 2023 |